# Louis Bertrand (mathématicien)
Louis Bertrand, né le 3 octobre 1731 à Genève où il meurt le 15 mai 1812, est un mathématicien genevois.

## Œuvres
- Developpement nouveau de la partie elementaire des mathematiques, vol. 1, Genève, Isaac Bardin, Imprimerie de la Societé Typografique, 1778 (lire en ligne)
- Developpement nouveau de la partie elementaire des mathematiques, vol. 2, Genève, Isaac Bardin, Jean Pierre Bonnant, 1778 (lire en ligne)